# Pozavna
Pozavna (tudi trombon) je aerofono glasbilo iz skupine trobil. Slovenci smo ime pozavna prevzeli iz nemškega jezika (Posaune), sicer pa naziv instrumenta trombon prihaja iz italijanščine (tromba = trobenta + "one" = trombone; kar pomeni - velika trobenta). Pozavne so trobentam sorodna družina, ker imajo cilindrično, dvakrat prepognjeno cev in ustnik, ki je po obliki enak trobentinemu, vendar večji. V orkesterski partituri se nahajajo med trobento (višjim) in tubo (nižjim trobilnim instrumentom). Naziv glasbenika, ki izvaja glasbo na ta instrument, je pozavnist.

## Zgodovina
Predhodnice pozavne izvirajo iz Azije in spadajo med najstarejše inštrumente nasploh. Dokazano je, da je pratip obstajal že v predzgodovinski dobi, kdo ga je skonstruiral pa se ne ve. Hebrejci so ga imenovali hazozeroth, Indijci karana,  Rimljani pa bucina ali tuba directa. V starem veku se je ta instrument uporabljal izključno za religiozne in vojaške namene.
Prve dokaze o obstoju srednjeveške in nato renesančne pozavne najdemo okrog leta 1460. Nastala je iz trobente, na kakršno so igrali potujoči glasbeniki in je hitro našla prostor v cerkveni glasbi, saj je bila s  svojo zvonkostjo zanjo zelo primerna. Glasba za pozavno je dosegla svoj vrh okrog leta 1600 v Benetkah (cerkev sv. Marka), predvsem v sakralnih skladbah Giovannija Gabrielija.
Sodobna pozavna je nastala v 15. stoletju, njeni domovini sta Italija in Nemčija. Etimologija pozavne poteka prek staronemškega imena za trobento: busine, busune, busaune, posaune. Že v svojem začetku je imela raztegljiv »poteg«, kar pomeni, da je imela možnost skrajševati ali podaljševati resonacijsko cev. Del cevi je spravljen v glavni cevi in ga je mogoče izvleči. Z instrumentom je bilo mogoče zaradi pomičnega kolena izvajati kromatične postope, kar z ostalimi tedanjimi trobili v nižjih legah ni bilo mogoče, zaradi tople zvočne barve pa so ga pogosto uporabljali v vokalnih skladbah za podvajanje ali spremljavo pevskih glasov. Ko se je v obdobju reformacije razbohotilo petje psalmov, je nastopila tudi zlata doba pozavne. Sam Martin Luther je v nemškem prevodu Biblije uporabil izraza pozavna in trombon na mestih, kjer so se drugi prevajalci odločili za trobento. V 17. stoletju pa je pozavna prišla iz mode, saj so v ospredje stopili tedaj ravno do kraja izoblikovani godalni instrumenti. Vendar  pozavna ni izginila. Pri svojem bogoslužju jo je še vedno  uporabljala protestantska ločina moravskih bratov in z njo se je že v 18. stoletju razširila tudi v Novem svetu. Slovesni ton pozavne pa je ugajal tudi habsburškim cesarjem, ki so na svojem dunajskem dvoru vedno vzdrževali glasbenike, da so jim polepšali cerkvene slovesnosti in družabne dogodke. V dvornem orkestru na cesarskem gradu Hofburg so v 18. stoletju pozavno uporabljali kot obligatno spremljavo k cerkvenim vokalnim skladbam (najlepši primer take skladbe ostaja do danes znameniti stavek Tuba mirum iz Mozartovega Rekviema), tam pa so nastale tudi prve solistične skladbe za ta instrument. Dvornim skladateljem so sledili glasbeniki iz drugih avstrijskih krajev, med njimi v Salzburgu Leopold Mozart in v Melku Johann Albrechtsberger. Prvi pravi koncert za pozavno je napisal Georg Christoph Wagenseil (1715-1777), dvorni kapelnik cesarice Marije Terezije. Natančen datum nastanka Koncerta za trombon in orkester v Es-duru ni znan, muzikologi ga postavljajo med letoma 1751 in 1763.
V 20. in 21. stoletju imamo v glavnem dva tipa pozavn:
1. pozavna na poteg (najbolj razširjena in uporabljana v simfoničnih orkestrih, jazzovskih skupinah itd.). Prednost tega instrumenta je tudi možnost glissando igranja, tj. zveznega zviševanja tonske višine (tonske frekvence).
2. pozavna z ventili, ki imajo enako funkcijo kot ventili pri trobenti, rogu ali tubi. Ta pozavna nima mehanizma za poteg, zato je zanesljivejša v intonaciji in lažje priučljiva. Uporabljajo jo predvsem v pihalnih orkestrih v Avstriji in južni Nemčiji.

Pozavne, ki so danes v uporabi po večini ne transponirajo, v notni literaturi pa jim zapisujemo basovski ključ (včasih tudi tenorski ali altovski). Kot vsa trobila, tudi pozavna omogoča igranje z dušilcem.

## Vrste pozavn
Glede na svojo velikost in s tem, glede na območje igranja tonskih višin, si sledijo:
- sopranino pozavna in piccolo pozavna, s pedalnima tonoma na es1 in v b, izjemno redka instrumenta
- sopranska pozavna (tudi diskantska pozavna), uglašena v B; njena popularnost se je končala v 18.stoletju
- altovska pozavna, uglašena v Es ali F (včasih z dodatnim ventilom B)
- tenorska pozavna, najnižji ton je B, večinoma jo obravnavamo kot instrument, ki ne transponira. Velikost odmevnika je enaka trobentinemu.
- tenorbas pozavna, je tenorska pozavna s kvartnim ventilom, zastopana je v vseh simfoničnih orkestrih
- basovska pozavna, instrument, ki ne transponira, s kvartnim in kvintnim ventilom. Večinoma je v zasedbi simfoničnega orkestra en instrument te vrste
- kontrabas pozavna, redkeje zastopan instrument, večinoma uglašen kvarto ali oktavo pod basovsko pozavno
- jazz pozavna je tenorska pozavna z manjšimi dopolnili v konstrukciji

## Deli pozavne »na poteg«
1. drsni poklopec za uglasitev
2. ustnik
3. odmevnik
4. odprtina za odvajanje vode
5. izvlečna drsna cev (cuk)
6. drugi drsni opornik
7. prvi drsni opornik
8. obroč za zaklenitev drsne cevi